# Methodios
Denna artikel behandlar helgonet. För författaren tillika biskopen av Olympos, se Methodios av Olympos.
Sankt Methodios (grekiska: Μεθόδιος; fornkyrkoslaviska: Меѳодии), född år 826 i Thessaloniki i dåvarande Bysantinska riket, död den 6 april 885 i Stormähren, var en bysantinsk lärd som tillsammans med sin bror Sankt Kyrillos missionerade för kristendomen bland slaverna.  
Han bidrog till att översätta Bibeln till fornkyrkoslaviska med det glagolitiska alfabetet som uppfunnits av Kyrillos. Methodios utsågs av påven till ärkebiskop av Stormähren och blev sedermera helgonförklarad.

## Bilder

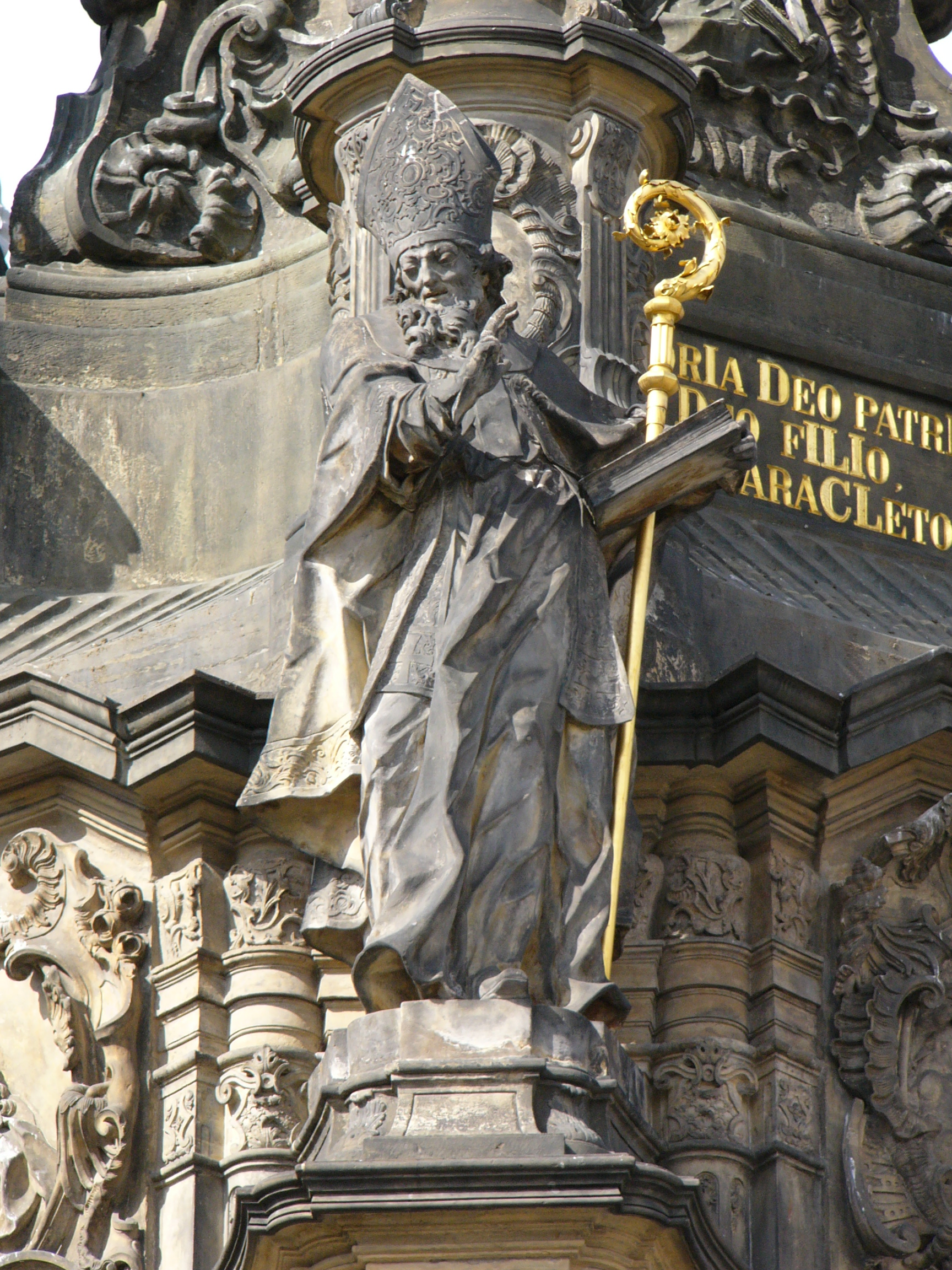
Sankt Methodios staty i Olomouc, Tjeckien.